# 1739年平罗地震
1739年平罗地震，是指发生在1739年1月3日（清乾隆三年十一月二十四日），中国宁夏平罗，银川一带发生该区有史以来最大的8级地震，银川平原内的城镇村庄房倒屋塌，压死5万多人。